# Planck-erő
A Planck-erő a Max Planck német fizikus által megalkotott természetes egységrendszer erőegysége. A Planck-impulzus és a Planck-idő hányadosaként kifejezve:
{\displaystyle F_{\mathrm {P} }={\frac {m_{\mathrm {P} }c}{t_{\mathrm {P} }}}={\frac {c^{4}}{G}}=1{,}210\,27\cdot 10^{44}\,{\mbox{N}}}

## Általános relativitáselmélet
A Planck-erő gyakran hasznos a tudományos számításokban, mint az elektromágneses energia és a gravitációs hossz hányadosa. Így megjelenik Einstein téregyenleteiben, amelyek az adott tömeget körülvevő gravitációs mezőt írják le.
{\displaystyle G_{\mu \nu }=8\pi {\frac {G}{c^{4}}}T_{\mu \nu }}
ahol {\displaystyle G_{\mu \nu }} az Einstein-tenzor és {\displaystyle T_{\mu \nu }} az energia-impulzus tenzor.

## Lásd még
- Planck-egységek